# Sok sikert, Charlie: A film – A nagy utazás
A Sok sikert, Charlie: A film – A nagy utazás (eredeti cím: Good Luck Charlie, It's Christmas!) 2011-ben bemutatott amerikai televíziós karácsonyi road movie-filmvígjáték, amely a Sok sikert, Charlie! című televíziós sorozat alapján készült. Geoff Rodkey forgatókönyvéből Arlene Sanford rendezte. A főbb szerepekben Bridgit Mendler, Leigh-Allyn Baker, Bradley Steven Perry, Mia Talerico, Eric Allan Kramer és Jason Dolley látható.
Az Amerikai Egyesült Államokban a Disney Channel mutatta be 2011. december 2-án. Magyarországon 2011. december 17-én debütált.

## Szereplők
| Szerep                    | Színész              | Magyar hang      |
| ------------------------- | -------------------- | ---------------- |
| Teddy Rebecca Duncan      | Bridgit Mendler      | Czető Zsanett    |
| Amy Duncan                | Leigh-Allyn Baker    | Vándor Éva       |
| Gabriel Gabe Duncan       | Bradley Steven Perry | Ducsai Ábel      |
| Charlotte Charlie Duncan  | Mia Talerico         | Koller Virág     |
| Petunia Blankenhooper     | Debra Monk           | Andresz Kati     |
| Hank Blankenhooper        | Michael Kagan        | Konrád Antal     |
| Robert William Bob Duncan | Eric Allan Kramer    | Berzsenyi Zoltán |
| Patrick John PJ Duncan    | Jason Dolley         | Penke Bence      |
| Ivy Renee Wentz           | Raven Goodwin        | Kokas Piroska    |